# Holacanthus passer
Holacanthus passer – gatunek morskiej ryby z rodziny pomakantowatych (Pomacanthidae). Z powodu dużych rozmiarów i jaskrawego ubarwienia to popularna ryba akwariowa, pomimo iż jest trudna do utrzymania w hodowli.

## Występowanie
Holacanthus passer jest niemigrującą, tropikalną rybą, zamieszkującą rafy we wschodniej części Oceanu Spokojnego, od północnego wybrzeża Peru po Zatokę Kalifornijską, włączając w to przybrzeżne wyspy na zachodzie (aż po Galapagos). Występuje zwykle na głębokości od 4 do 30 metrów.

## Morfologia
Dymorfizm płciowy nie występuje, co oznacza że samiec i samica są wizualnie identyczne pod względem cech zewnętrznych. Podczas dojrzewania ryby te przechodzą znaczną metamorfozę ubarwienia oraz (w mniejszym stopniu) kształtu ciała. Młode osobniki są zazwyczaj żółte z opalizującymi, niebieskimi płetwami, również niebieskim pasem biegnącym w kierunku tylnej części ciała, oraz pomarańczową maską wokół oka. Dojrzały płciowo Holacanthus passer jest zazwyczaj brązowy, albo niebieski, posiada błękitne obwódki wokół płetw oraz żółtą płetwę grzbietową. Ryba dorasta zwykle do 35 centymetrów długości. Posiada od 18 do 20 promieni na płetwie grzbietowej i każdej z płetw piersiowych, oraz od 17 do 19 na płetwie odbytowej. Wykryto także obecność mocnego kolca, wykorzystywanego prawdopodobnie do celów obronnych.

## Habitat i Pożywienie
Ryby te zamieszkują głównie skaliste, tropikalne rafy na dnie morza. Kryją się w większych szczelinach między kamieniami i koralowcami. Prowadzą dzienny tryb życia, żywią się gąbkami, innymi nieporuszającymi się bezkręgowcami, zooplanktonem oraz niektórymi gatunkami bentonicznych, mikroskopijnych glonów.

## Rozmnażanie
Holacanthus passer jest gatunkiem monogamicznym. Składanie ikry odbywa się około zachodu słońca. Podczas okresu tarła para może wytworzyć ponad dziesięć milionów zapłodnionych jaj, średnio około 25-75 tysięcy dziennie. Ikra unosi się w wodzie w sznurach przez około 20 godzin, po upływie których wylęgają się młode. Po wykluciu narybek żywi się swoim pęcherzykiem żółtkowym, aż do czasu jego całkowitego wchłonięcia. Po tym okresie ryby jedzą zooplankton.

## Hodowla
Osobniki z gatunku Holacanthus passer są popularnymi rybami akwariowymi, jednak ze względu na rozmiar, wyspecjalizowaną dietę oraz dużą cenę nie są tak pospolite, wśród akwarystów-amatorów. Ryby te zazwyczaj nie rozmnażają się w niewoli, dlatego trudno jest znaleźć je w większości sklepów. Są jednak dostępne dzięki przedsiębiorstwom specjalizującym się w dostarczaniu ryb akwariowych. Są trudne do utrzymania także ze względu na konieczność dostarczania im gąbek i otwornic, jako źródła pożywienia. Często nie przyjmują różnych przetworów spożywczych, w których skład wchodzą te organizmy. Poza dietą nie są tak wybredne. Tolerują nieodpowiednie zasolenie, lub odczyn pH, tak długo, jak w zbiorniku utrzymywana jest czysta wody. Ryby z rodzaju Holacanthus na ogół nie są zwierzętami społecznymi, Holacanthus passer nie jest pod tym względem wyjątkiem. Czasami akwaryści dokonują introdukcji dwóch osobników w jednym akwarium o odpowiedniej wielkości, jednak przypadki takie należą do rzadkości. Ryby te dominują w akwarium i mogą bez powodu atakować mniejsze, lub łagodniejsze gatunki.